# المغاربة في بيت المقدس
المغاربة في بيت المقدس هو كتاب من تأليف المؤرخ الدكتور نظمي الجعبة. صدر عام 2021 عن وكالة بيت مال القدس الشريف في الرباط، بالتعاون مع الجمعية الأكاديمية الفلسطينية لدراسة الشؤون الدولية "باسيا". يقع في 330 صفحة من الحجم المتوسط.
يتناول الكتاب الوجود المغربي في القدس عبر التاريخ، موثقًا ما سجله الرحالة والمؤرخون عن استقرار الأجناد المغاربة من الجيش الفاطمي في المدينة، إضافة إلى حضور العلماء المغاربة في الحياة العلمية والفكرية منذالفتوحات الإسلامية..

## محتوى الكتاب
يتكون الكتاب من خمسة فصول:
- يتناول الفصل الأول الوجود المغربي في القدس منذ صدر الإسلام وحتى حزيران عام 1967. يناقش هذا الفصل العلاقة الدينية والوجدانية بين المغاربة والقدس، ودور العلماء المغاربة في الحركة العلمية، إضافة إلى استعراض أوقاف المغاربة في المدينة المقدسة.

- الفصل الثاني، فيركز على التراث المادي للمغاربة في القدس، بما في ذلك حارة المغاربة، والمدرسة الأفضلية، وجامع المغاربة المالكيين، وباب المغاربة، وغيرها من المنشآت العامة. كما يتناول هذا الفصل عملية تدمير حارة المغاربة واقتلاع سكانها، إضافة إلى المخططات التي تتعرض لها ساحة البراق.

- الفصل الثالث، يقدم الكتاب تعريفًا موجزًا بعائلات فلسطينية ذات أصول مغاربية.
- يستعرض الفصل الرابع مساهمات الفلسطينيين من أصول مغربية في المقاومة والعمل النضالي منذ عام 1930 وحتى 2014.

- الفصل الخامس والأخير، يناقش أوضاع المغاربة في القدس بعد تدمير حارة المغاربة، مسلطًا الضوء على الخصائص السكانية والاجتماعية والاقتصادية لهذه الفئة.

## أهمية الكتاب
تعد هذه الدراسة توثيقًا مهمًا للوجود المغربي في القدس، حيث تبرز الدور الذي لعبه المغاربة في المدينة المقدسة عبر مختلف الفترات التاريخية. كما تسلط الضوء على الجريمة التي ارتكبها الاحتلال الإسرائيلي عام 1967 بهدم حارة المغاربة وتشريد سكانها، مما أدى إلى هجرة بعضهم إلى الأردن، حيث أقاموا في زاوية مغربية في عمان، بينما عاد آخرون إلى المغرب أو توزعوا على أحياء القدس. كما يبرز الكتاب جانبًا مهمًا من الروابط العميقة بين المغرب والقدس عبر التاريخ.
يتضمن الكتاب نتائج استبيان شمل 100 أسرة من أصول مغربية، لم يكن من بينها أي مشارك وُلد في المغرب. كشف الاستبيان عن مدى ارتباط المبحوثين بهويتهم المغربية والفلسطينية، حيث صنف 38% من المستجوبين أنفسهم على أنهم "مقدسي مغربي"، و32% بأنهم "فلسطيني مغربي"، و20% على أنهم "فلسطينيون"، و6% بأنهم "مقدسيون"، بينما اختار 1% تصنيف "عرب"، و3% لم يحددوا أي تصنيف.

## قيل عنه
قال محمد سالم الشرقاوي، المدير المكلف بتسيير وكالة بيت المال القدس الشريف، تعليقا على نتائج هذه الدراسة، في مقدمة الكتاب، أنها “تعبر عن تمسك المغاربة المقدسيين بجذورهم المغربية من جهة، وارتباطهم الشديد والتاريخي بالمدينة المقدسة من جهة ثانية”، مبرزا أن “تصنيف الهويات يتفاوت بين شخص وآخر، ولا يخضع لمنطق تراتبي جامد؛ ذلك أنه من الطبيعي أن تبرز هوية معينة على حساب أخرى تبعا للحالة السياسية والثقافية أو الاجتماعية أو النفسية”
أما الباحث المغربي المتخصص في تاريخ القدس والمغرب، مولاي أحمد العلوي، قال "يؤكد الكتاب على ارتباط المغاربة بالقدس عبر التاريخ، وأكد أن الكتابات المغربية والمشرقية أجمعت على حد سواء أن هذا الارتباط كان منذ المراحل الأولى لاعتناقهم دين الاسلام".